# Tiphaine Samoyault
Tiphaine Samoyault (née en juin 1968 à Boulogne-Billancourt) est une enseignante universitaire, critique littéraire et romancière française, spécialiste de Roland Barthes. Elle est la nièce de la claveciniste Blandine Verlet et de l'écrivaine, universitaire et psychanalyste Agnès Verlet.

## Biographie
Elle grandit à Fontainebleau, dans le château de Fontainebleau dont son père, Jean-Pierre Samoyault, est le conservateur. Cette enfance sera évoquée dans son premier roman La Cour des Adieux, d'après le nom de la cour d'Honneur du palais, où Napoléon a fait ses adieux.
Son enfance est baignée dans la musique, notamment marquée par le conservatoire américain de Fontainebleau sous la direction à l'époque de Nadia Boulanger, situé près des appartements de ses parents dans le château.
Normalienne, auteur d'une thèse de doctorat sur les Romans-Mondes, les formes de la totalisation romanesque au vingtième siècle (1996) et d'une thèse d'habilitation sur l'Actualité de la fiction : théorie, comparaison, traduction (2003), Tiphaine Samoyault devient professeur en littérature comparée à l'université Sorbonne Nouvelle - Paris 3 après avoir travaillé à l'université Paris-VIII. Elle a dirigé le département de littérature comparée de l'université Paris-VIII jusqu'en juin 2012. Depuis 2021, elle est directrice d'études à l'École des hautes études en sciences sociales (EHESS) et directrice du Centre de recherches sur les arts et le langage (CRAL-EHESS/CNRS). Elle y occupe la chaire qui a pour titre : "Littérature et autorité : la moindre autorité."
Pensionnaire de la Villa Médicis (2000-2001), Tiphaine Samoyault est aussi romancière et traductrice, entre autres, de portions de la nouvelle édition d'Ulysse de James Joyce, et de l'essai de David Dean Shulman (en) et Charles Malamoud, Ta'ayush : journal d'un combat pour la paix : Israël Palestine, 2002-2005 (Le Seuil, 2006).
Membre du comité de lecture aux éditions du Seuil, elle collabore en outre à France Culture et a collaboré à La Quinzaine littéraire jusqu'en septembre 2015, date à laquelle la direction éditoriale (Jean Lacoste, Pierre Pachet et Tiphaine Samoyault) est évincée par Patricia De Pas. Elle annonce ses craintes pour le journal qu'elle avait co-dirigé pendant deux ans et démissionne avec la grande majorité des collaborateurs.
Elle est membre de la direction éditoriale du journal en ligne En attendant Nadeau.
Depuis 2022, Tiphaine Samoyault écrit un feuilleton pour Le Monde Livres.

## Œuvres

### Essais critiques
- Excès du roman : essai, Paris, Maurice Nadeau, 1999  (ISBN 2862311529 et 9782862311524)
- Littérature et mémoire du présent, Nantes, Pleins feux, 2001 (fascicule)  (ISBN 2912567815 et 9782912567819)
- L'intertextualité : mémoire de la littérature, Paris, Nathan, 2001  (ISBN 2091911259 et 9782091911250) ; rééd. A. Colin, Paris, 2005
- La montre cassée : forme et signification d'un motif dans les arts du temps, Verdier, Lagrasse, 2004  (ISBN 2864324148 et 9782864324140)
- Traduction et violence, Seuil, 2020  (ISBN 202145178X et 9782021451788)

### Documentaire jeunesse
- Le Monde des pictogrammes, Paris, Circonflexe, 1995  (ISBN 978-2878336986) ; traduit en anglais : Give Me a Sign! What Pictograms Tell Us Without Words, New York, Penguin / Viking, 1997
- Le Monde des alphabets, Paris, Circonflexe, 1996 ; traduit en anglais : Alphabetical Order: How the Alphabet Began, New York, Penguin / Viking, 1998  (ISBN 978-0670878086)

### Biographie
- Roland Barthes, Paris, Le Seuil, 2015  (ISBN 978-2-02-101020-6) Grand prix SGDL de la non-fiction (2015)[10].
- En marge de cette production théorique, elle a aussi publié plusieurs introductions ou commentaires à des œuvres majeures de la littérature française : Électre de Jean Giraudoux (1997), W ou le souvenir d'enfance de Georges Perec (1997), Impressions d'Afrique de Raymond Roussel (2005), Locus solus de Raymond Roussel (2005), Le Grand Meaulnes d'Alain-Fournier (2009).

### Romans et récits
- La Cour des adieux, Maurice Nadeau, Paris, 1999  (ISBN 2862311537 et 9782862311531)
- Météorologie du rêve, Le Seuil, Paris, 2000  (ISBN 2020395746 et 9782020395748)
- Les Indulgences, Le Seuil, Paris, 2003  (ISBN 2020556286 et 9782020556286)
- La Main négative, éditions Argol, Paris, 2008  (ISBN 9782915978353 et 2915978352)
- Bête de cirque, Le Seuil, Paris, 2013  (ISBN 2-02-109826-5 et 978-2-02-109826-6)[11]

## Récompenses
- Grand prix SGDL de la non-fiction (2015)[10].